# ديكاتور (نيويورك)
ديكاتور (بالإنجليزية: Decatur, New York)‏ هي بلدة أمريكية تقع في الولايات المتحدة في مقاطعة أوتسيغو، نيويورك. يقدر عدد سكانها بـ 353 نسمة ومساحتها 53.8 كم2 وترتفع عن سطح البحر 640 متر.